# 이감 (당)
이감(李鑒)은 당나라의 인물이다. 양읍왕(襄邑王) 이신부(李神符)의 아들이다. 교주자사(交州刺史)로 부임하였다.